# Peter Heinrich Merkens

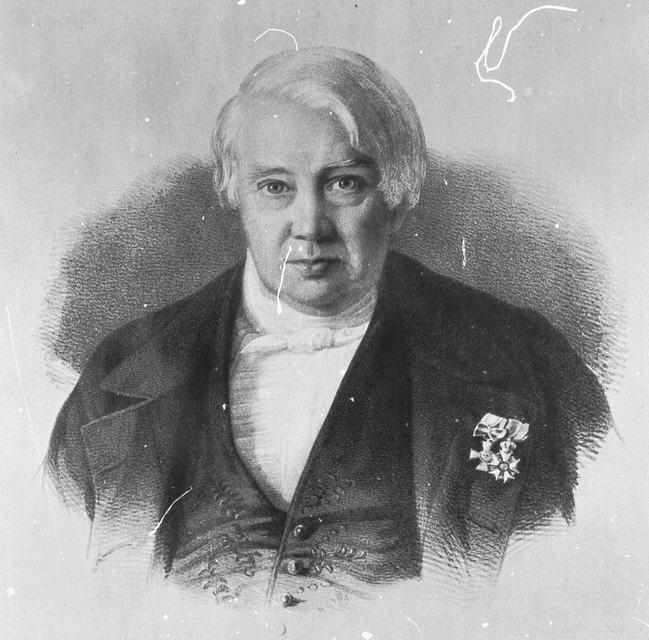
Peter Heinrich Merkens, zeitgenössische Lithografie

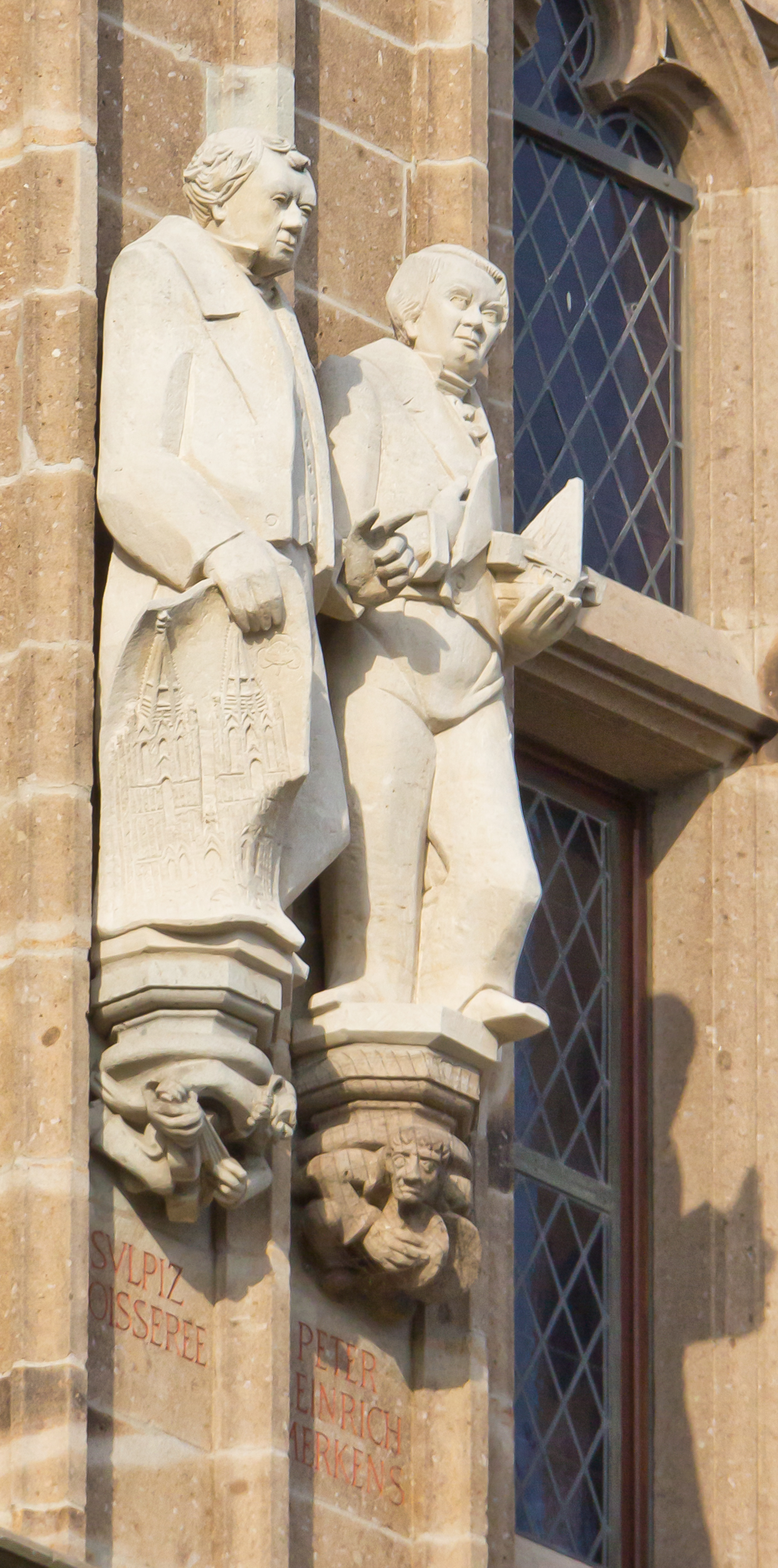
Die Figur von Peter Heinrich Merkens (r.) auf dem Kölner Rathausturm

Peter Heinrich Merkens (* 29. Dezember 1777 in Mülheim am Rhein; † 14. Januar 1854 in Köln) war ein deutscher Unternehmer, Bankier und Politiker aus Köln. Er war eine „der überragenden Persönlichkeiten der rheinischen Wirtschaftsgeschichte“ im 19. Jahrhundert, während der Epoche des Vormärz.

## Biographie

### Familie
Peter Heinrich Merkens war der Sohn des Bäckermeisters Mathias Daniel Merkens und dessen Frau Helena Petronella, geb. Kroon. Die Familie war evangelisch-reformiert, der Vater Diakon. Er entstammte der Familie Marcken zu Marken, die in ihrer Abstammung bis zum 13. Jahrhundert zurückverfolgt werden kann und über Jahrhunderte Amtsträger im Raum Aachen–Jülich–Düren hervorgebracht hatte, bis sie im 17. Jahrhundert an Bedeutung verlor und verarmte. Der leibliche Vater von Merkens starb kurz nach dessen Geburt.
Zur Aufbesserung seines schmalen Gehalts als Kommis unterrichtete Merkens Ende der 1790er Jahre als Hilfslehrer am Töchterinstitut von M. A. Aubry. Dort lernte er die 16-jährige Elisabeth „Lisette“ von Coels kennen, Tochter einer katholischen Familie der Kölner Oberschicht und Stieftochter von Bürgermeister Johann Jakob von Wittgenstein. 1799 reisten der 22-jährige Merkens und die junge Frau aus dem inzwischen französisch besetzten Köln ins preußische Altena, wo die beiden gegen den Willen der Brauteltern getraut wurden, und zwar katholisch. Die katholische Kirche erkannte diese Mischehe nicht an. Die Versöhnung mit den Eltern erfolgte erst 1814, nachdem Merkens ein wohlhabender und wichtiger Mann geworden war. Das Ehepaar bekam zwei Söhne und eine Tochter. In den 1820er Jahren engagierte sich Lisette Merkens (1783–1842) in der Bewegung des Philhellenismus, die damals europaweit Anhänger hatte. Hilfsvereine wurden gegründet, um den Aufstand der Griechen gegen das Osmanische Reich zu unterstützen, und Lisette Merkens gehörte zu einem Komitee von Damen aus namhaften Kölner Familien, die dafür Geld sammelten. Diese Frauen hätten sich nicht gescheut, für die „heilige Sache“ von Tür zu Tür gehen und sogar Kneipen zu betreten, was auf öffentliche Empörung gestoßen sei. Nach dem Tod seiner ersten Frau heiratete Merkens 1843 Ottilie DuMont. Durch diese Ehe wurde er ein Schwager von Johann Maria Farina, der mit Josephine, einer Schwester seiner Frau, verheiratet war. Vater der beiden Schwestern war der Tabakfabrikant Johann Michael DuMont.

### Ausbildung und Unternehmungen
Nach Beendigung der Volksschule besuchte Merkens in seiner (damals selbständigen) rechtsrheinischen Heimatstadt Mülheim das renommierte protestantische Handelsinstitut von Wilhelm Anton Ising, bevor er 1792 eine kaufmännische Lehre bei Everhard Caspar Schüll, einem erfolgreichen Speditionskaufmann und Gewürzhändler, im linksrheinischen, katholischen Köln absolvierte. Nach der Lehrzeit wechselte er in die Gewürz- und Weinhandlung von Johann Jacob Schüll, der dem 1797 in Köln gegründeten „Handelsvorstand“, der Interessenvertretung der Kölner Kaufleute, angehörte, einem Vorläufer der späteren Handelskammern. Beide Schülls waren ebenfalls Protestanten.
1808 machte sich Merkens selbständig und gründete gemeinsam mit dem aus Maastricht stammenden Jacob Seydlitz eine Kolonialwaren- und Gewürzhandlung, die bald im Salzvertrieb als Depot general des salines Imperials de l’Est eine Monopolstellung erlangte. Nach Seydlitz’ Tod im Jahre 1810 führte er das Unternehmen gemeinsam mit dessen Witwe weiter und baute es zu einem der größten Handelshäuser Kölns aus. Während der Kontinentalsperre verlegte er den Schwerpunkt seines Handelshauses auf das Bankgeschäft, wobei er sich bald einen guten Namen machte. Zuletzt agierte das Unternehmen Seydlitz & Merkens nur noch als Bankhaus.
1818 schon gründete Peter Heinrich Merkens die Versicherung Rheinschiffahrts-Assecuranzgesellschaft, die erste eigenständige Versicherungs-AG für Warentransporte auf dem Rhein, aus der 1845 die Agrippina-Versicherung hervorging und 1825 die Preußisch-Rheinische Dampfschiffahrtsgesellschaft, Vorläuferin der heutigen Köln-Düsseldorfer, die er als Großaktionär und Präsident selbst leitete. 1838/39 beteiligte er sich an der Kölnischen Feuerversicherungs-Gesellschaft, die sich unter seiner Leitung ab 1841 Colonia nannte.

### In Wirtschaft und Politik
Merkens, der ein Verfechter des Freihandels war, engagierte sich abseits seiner rein geschäftlichen Tätigkeiten im Kölner Wirtschaftsleben und in der Politik. Viele Jahre gehörte er dem Stadtrat an. 1826 wurde er für den Stand der Städte und die Stadt Köln in den Provinziallandtag der Rheinprovinz in Düsseldorf gewählt: ein protestantischer Unternehmer, der das katholische Köln vertrat. Dort stellte er am 23. Mai 1843 den Antrag auf völlige rechtliche Gleichstellung der Juden mit den übrigen Staatsbürgern, den die Ständeversammlung als erstes deutsches Provinzialparlament annahm. Dem Landtag gehörte er bis 1845 an. Ab 1847 war er der erste Kölner Abgeordnete im Vereinigten Landtag. In beiden Parlamenten wirkte er verkehrs-, wirtschafts- und handelspolitisch.
Noch unter der Herrschaft Napoleons entstand in Köln 1806 die erste Handelskammer, der Merkens ab 1810 angehörte. 1816, kurz nachdem Köln unter preußische Herrschaft gekommen war, verfasste er die Denkschrift der Handelskammer zu Köln über die Aufhebung des Umschlag-Rechtes der Stadt Köln in Verbindung mit der ganzen freien Schiffahrt auf dem Rheine, besonders in den Niederlanden, die ihn als „Mann der neuen Zeit“ auswies. Darin wandte er sich gegen die vom Wiener Kongress auf dem Rhein geplanten Zölle und die Aufhebung des Kölner Stapelrechtes, das für die Stadt eine der wichtigsten Einnahmequellen bedeutete. Merkens wollte erreichen, dass dieses mittelalterliche Privileg erst dann aufgehoben werde, wenn insbesondere die Niederlande im Gegenzug auf die von ihnen erhobenen Zölle und Abgaben weitgehend verzichteten. Dadurch gelang es, Köln das Stapelrecht für eine Übergangszeit von 16 Jahren zu sichern. 1829 wurde Merkens zum (ernannten) Vizepräsidenten, 1831 zum ersten gewählten Präsidenten der Handelskammer, die sich unter ihm zur führenden Freihandelskammer Preußens entwickelte, bis er 1837 „wegen überhäufter Geschäfte“ das Amt aufgab.
Bis zu seinem Tod im Januar 1854 blieb Peter Heinrich Merkens Präsident sowohl des Verwaltungsrats der Köln-Düsseldorfer wie der Colonia. Nach seinem Tod setzten die 22 Schiffe der Köln-Düsseldorfer ihre Flaggen für sechs Wochen auf halbmast. Er war Vorbild für viele seiner großen liberalen Kölner Weggefährten wie Ludolf Camphausen, Karl Eduard Schnitzler und Wilhelm Ludwig Deichmann. Das Bankhaus Seydlitz & Merkens, das um 1850 bei zahlreichen Neugründungen und Umwandlungen von Unternehmen des Rheinlands beteiligt war, ging 16 Jahre nach seinem Tod in der Gründung der Deutschen Bank auf. Seine Frau Ottilie überlebte ihn um 20 Jahre.

## Ehrungen

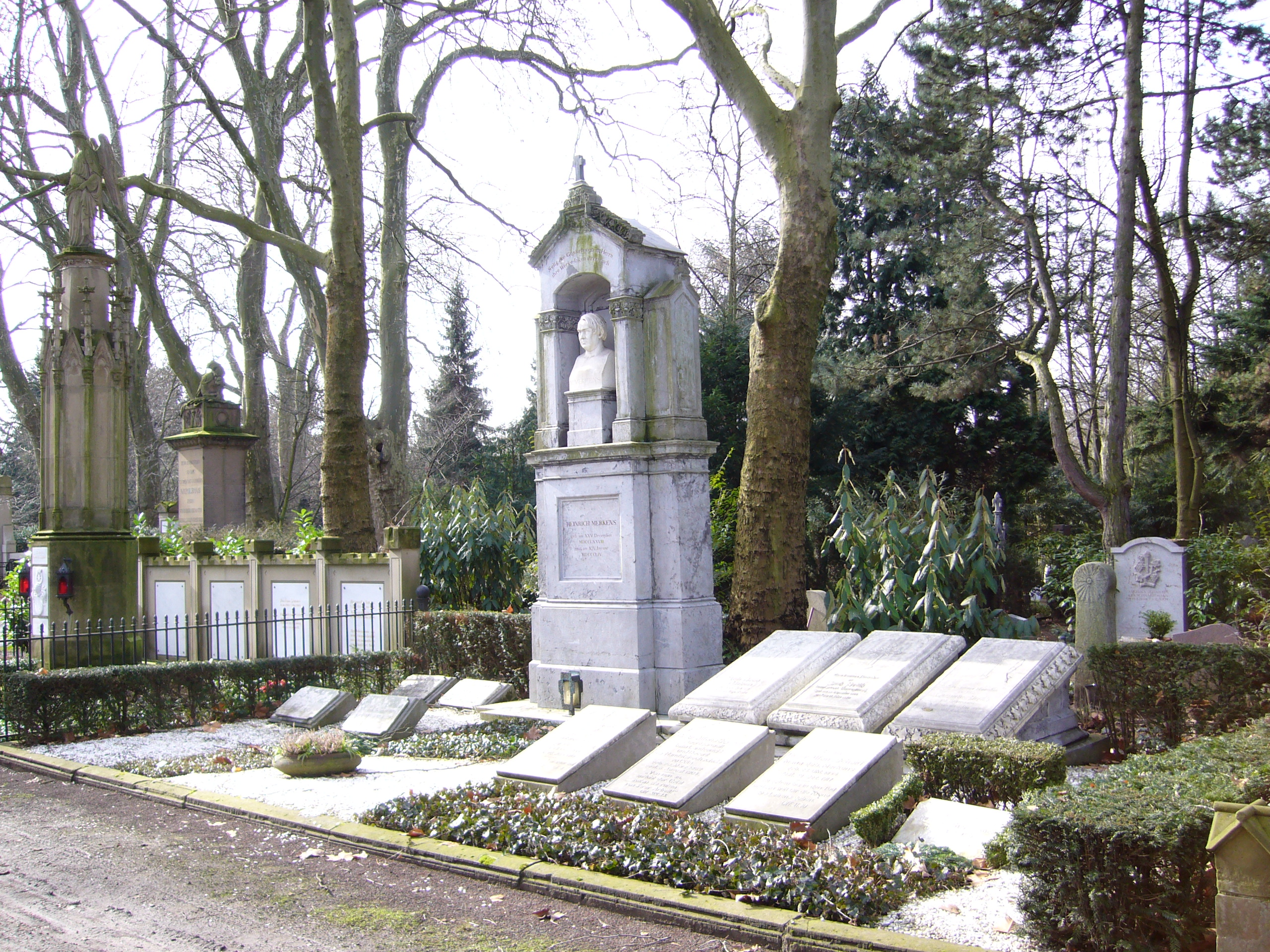
Grab von Peter Heinrich Merkens und seiner Familie

Peter Heinrich Merkens wurde mit vielen in- und ausländischen Orden geehrt, darunter der Rote Adlerorden III. Klasse. 1842 wurde ihm das Ritterkreuz der französischen Ehrenlegion verliehen. Auch trug er den Ehrentitel Königlich Geheimer Kommerzienrat. Nach seinem Tod erhielt der „Vorkämpfer für die Interessen des Rheinlands gegenüber Preußen, insbesondere für die neuerstandene Größe Kölns“ ein Ehrengrab auf dem Kölner Melaten-Friedhof (HWG zwischen Lit. D und E).
Eine Plastik von Peter Heinrich Merkens ist Teil des Figurenprogramms für den Kölner Rathausturm (Nr. 63, 2. OG). Die von dem Kölner Bildhauer Stefan Kaiser geschaffene Statue wurde im Januar 1991 übergeben. Gestiftet wurde sie von den Colonia-Versicherungen.
Der Merkens-Saal in der Handelskammer zu Köln erinnert an Peter Heinrich Merkens.